# Ikona
Ikona (grško: starogrško εικόν [eikon, ikon] = podoba) je v širšem pomenu slika z versko vsebino. V ožjem pomenu je to verska slika značilna za pravoslavne Cerkve Bizantinskega obreda. Ikone praviloma prikazujejo Jezusa, Marijo in svetnike.
V zahodnem krščanstvu je slika, kip ali relief v prvi vrsti umetniško delo, ki naj vernike spomni na določene verske resnice, dogodke ali osebe. V pravoslavnem krščanstvu imajo ikone dosti globlji pomen (kipov in reliefov pa pravoslavje ne pozna). Po verovanju pravoslavnih kristjanov ikona izžareva iz sebe svetost in s tem ustvarja duhovno povezavo med vernikom in osebo, ki jo ikona prikazuje. Pravoslavna Cerkev še posebej intenzivno časti ikono določenega svetnika ob določenih dneh, kot so godovni dan svetnika, prazniki, ipd. Ikone imajo tudi častno mesto v procesijah in v bogoslužju. V cerkvah zavzema vidno mesto ikonostas - to je z ikonami okrašena stena, ki ločuje del cerkve za občestvo od oltarnega prostora.
Pretirano čaščenje ikon je povzročilo v 8.stoletju pojav ikonoklazma - boja proti čaščenju ikon in tudi fizičnega uničevanja ikon.

## Značilnosti ikon
Pravila izdelave ikon so precej natančno določena, zato imajo vse pravoslavne ikone nekaj skupnih značilnosti:
- Ikone vsebujejo veliko zlate barve. Zlato ozadje simbolizira nebesa.
- Obrazi na ikonah so obrnjeni naravnost proti opazovalcu, zato da se vzpostavi stik med svetnikom in vernikom.
- Upodobitve so ploskovne (dvodimenzionalne) brez vtisa globine in brez perspektive ali z močno popačeno perspektivo.
- Oblike so preproste in nerealistične, saj gre pri ikonah zlasti za simbolni pomen.
- Na ikonah so vedno tudi napisi, ki razlagajo, za katerega svetnika oziroma kateri dogodek gre. Pogosto so ti napisi zapisani s črkami posebne oblike (sveta pisava).
- Na ikoni praviloma ni podpisa avtorja, saj bistvo ikone ni umetniški vtis in zato avtor ni pomemben.

Današnje ikone so običajno naslikane na leseno ploščo, obstajajo pa tudi druge tehnike izdelave ikon: enkavstika, freska, mozaik ipd.
Po izročilu pravoslavne Cerkve je bila prva ikona, ki jo je Cerkev častila, sveti Mandilion (starogrško μανδύλιον) - »Jezusova podoba, ki je ni narisala človeška roka«. To naj bi bil prt, na katerega se je odtisnila Jezusova podoba (nekateri ta prt enačijo s Torinskim prtom). Sveti Mandilion je apostol Tadej predal kralju Apgarju iz Edese, zato se imenuje tudi »Ikona iz Edese«.